# Isola di Buss

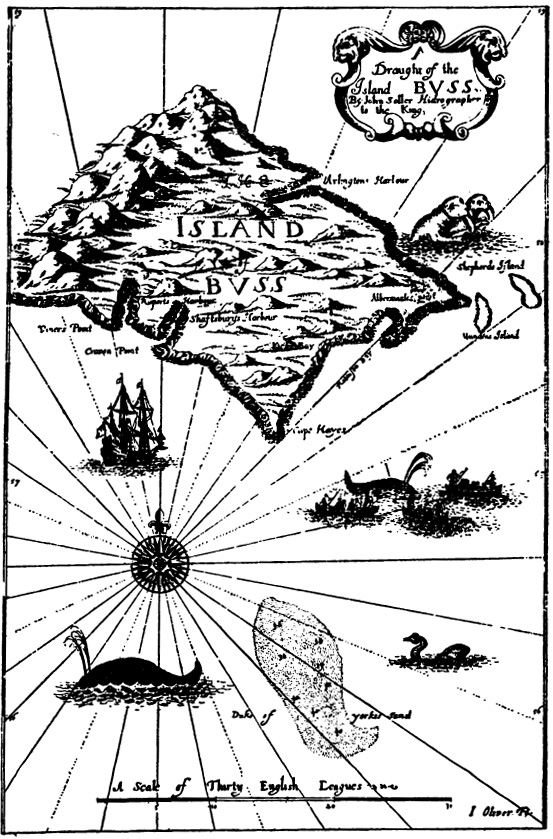
Mappa dell'isola di Buss, dall'opera di John Seller English Pilot

L'Isola di Buss è un'isola fantasma. Fu registrata come scoperta dai marinai a bordo del vascello Emmanuel durante la terza spedizione di Martin Frobisher nel settembre 1578 e indicata sulle carte nautiche tra l'Irlanda e la mitica Frislandia a circa 57° N. L'isola venne chiamata come il tipo di vascello usato da chi l'aveva scoperta, un busse. Si ritiene che Frobisher abbia creduto che la Groenlandia fosse la Frislandia e che l'isola di Baffin fosse la Groenlandia, e che, ritornando a casa, abbia fatto un errore nella navigazione stimata e abbia scambiato alcuni effetti ottici vicino alla Groenlandia (a circa 62° N) per una nuova terra.
Un certo Thomas Shepard affermò di aver esplorato ed eseguito la mappa dell'isola nel 1671, ma quando il traffico nell'Atlantico crebbe, l'esistenza dell'isola divenne meno certa e la sua ipotetica dimensione fu molto ridotta. Nel 1745 fu suggerito che l'isola fosse affondata, poiché l'ipotetica area dove si trovava era relativamente poco profonda. L'isola, o il "sito dell'isola affondata", continuò a essere riportata sulle carte fino al XIX secolo. La sua esistenza venne infine smentita da John Ross nel 1818 durante la sua prima spedizione verso l'Artico, non trovando nell'area in questione fondali a meno di 330 metri di profondità.